# Michelle (chanson)
Pour les articles homonymes, voir Michelle.
Pistes de Rubber Soul
The Word What Goes On
Michelle est une chanson des Beatles, écrite essentiellement par Paul McCartney mais créditée Lennon/McCartney, et parue le 3 décembre 1965 sur l'album Rubber Soul. En 1967, Michelle reçoit le Grammy Award de la chanson de l'année.
Elle figure également sur la compilation The Beatles 1962-1966.

## Genèse et écriture
Un jour, George Harrison et Paul se rendent au magasin de musique de Frank Hessy à Liverpool. Ils écoutent un des employés, nommé Jim Gretty, jouer des airs de jazz à la guitare. Les deux Beatles sont particulièrement impressionnés par un accord de Fa qu'ils ne connaissent pas encore ; ils demandent à Jim de leur montrer et s'empressent de l'apprendre à leur tour à John Lennon.
La genèse de la chanson remonte à une soirée d'étudiants des Beaux-Arts. Paul McCartney, voulant se donner un air mystérieux, se met à l'écart et, penché sur sa guitare, improvise une mélodie en réutilisant cet accord de fa. Paul reprend ce stratagème à plusieurs reprises lors d'autres soirées, prenant l'apparence d'un étudiant français et peaufine la mélodie au fur et à mesure. « On adorait les artistes français, particulièrement les femmes : Juliette Gréco, Brigitte Bardot... [...] Je m'asseyais dans un coin et me disais : "Si je porte un col roulé noir et que je joue de la guitare, [les filles en soirée] penseront que je suis français et donc seront attirées par moi !" »
En 1965, lorsque le groupe est à la recherche de chansons pour le prochain album, John lui demande « Tu te souviens de ce truc français que tu faisais lors des soirées ? Eh bien, c’est une bonne mélodie. Tu devrais faire quelque chose avec ça ! ». McCartney tente d'y insérer des paroles et essaie avec Goodnight sweetheart ensuite Hello my dear jusqu'à ce qu'il décide d'étoffer le thème français,.
Le refrain est écrit à l'aide de Jane Vaughan, épouse de Ivan Vaughan, et surtout professeur de français. Paul lui demande de lui trouver un prénom féminin français en deux syllabes, ainsi qu'une courte description de la fille en question, ce à quoi elle lui répond : « Michelle, ma belle ». Il lui demande ensuite de traduire « These are words that go together well » en français, soit « sont des mots qui vont très bien ensemble », et le refrain de la chanson est bouclé.
La contribution de Lennon se situe au niveau des « I love you », avec une emphase sur chaque « love ». Cela lui a été inspiré par la reprise de I Put A Spell On You de Nina Simone. John explique que sa contribution aux chansons de Paul a toujours été d'y ajouter une touche « bluesy », « triste ». Sans ça, dit-il, Michelle serait une pure ballade.
Une autre inspiration, toujours française, est la chanson Milord, d'Édith Piaf et plus particulièrement les ralentissements du tempo entre les couplets et les refrains. De l'aveu du bassiste, le groupe n'a pas osé aller jusqu'au bout de cette idée.

## Enregistrement
La journée du 3 novembre 1965 est entièrement consacrée à l'enregistrement de la chanson dans le studio 2 du complexe EMI. Démarrée à 14h30, la session s'achève après minuit une fois Michelle terminée et prête pour le mixage. Dans l'après-midi, le groupe enregistre la piste rythmique de base en une seule prise : guitares acoustiques (John Lennon et George Harrison), basse (Paul McCartney) et délicate batterie (Ringo Starr) sur les quatre pistes disponibles du magnétophone.
Elles sont ensuite transférées sur une autre machine pour libérer une piste sur laquelle sont enregistrés les chœurs et d'autres parties de guitare, ce qui devient la "prise 2". Tard le soir, Paul McCartney pose le chant principal, et Michelle est ainsi achevée. La chanson est mixée les 9 et 15 novembre par George Martin et Norman Smith

## Personnel
- Paul McCartney – chant, guitare acoustique, basse
- John Lennon – chœurs, guitare acoustique
- George Harrison – chœurs, guitare acoustique solo
- Ringo Starr – batterie

## EP français
Peu de temps après la sortie de Rubber Soul en France, un EP intitulé Michelle est disponible à la vente. Le 19 février 1966, Michelle est la première chanson du groupe a atteindre la première place du palmarès français ; elle y restera cinq semaines.
EP français des Beatles
Honey Don't
(1965) Yesterday
(1966)
| No | Titre             | Durée |
| -- | ----------------- | ----- |
| 1. | Michelle          | 2:30  |
| 2. | Run for Your Life | 2:17  |
| 3. | Drive My Car      | 2:21  |
| 4. | Girl              | 2:26  |

## Reprises
Michelle est une des chansons les plus reprises des Beatles. Hunter Davies (en), le biographe du groupe, en dénombrait déjà 80 en 1968, soit 3 ans seulement après sa sortie. Voici une liste non exhaustive d'artistes ayant repris la chanson :
- Michelle a été reprise en single en 1965 par le chanteur américain Les Baxter et son groupe accompagnateur, Les Baxter's Balladeers, avec à leur bord le guitariste et chanteur David Crosby, quelques mois avant qu'il ne forme un autre groupe The Byrds.
- Reprise en version française par Danielle Denin en 1966 sous le titre « Michel ».
- The Overlanders (en), en 1966. Leur reprise atteint la première place des charts au Royaume-Uni, ce qui fut leur principal succès, reléguant le nouveau single (19th Nervous Breakdown) des concurrents des Beatles, les Rolling Stones, à la seconde place.
- David and Jonathan (en), en 1966. Cette version est no 11 dans les charts britanniques et no 18 aux États-Unis.
- The Four Tops en 1966, sur l'album On Top (en)
- Willie Bobo en 1966, sur l'album Uno, Dos, Tres 1.2.3
- Bobby Goldsboro en 1966, sur It's Too Late
- Sarah Vaughan en 1966 sur son album The New Scene (en)
- John Davidson en duo avec Mireille Mathieu dans The John Davidson Show en 1969.
- Yusef Lateef en 1971, sur Suite 16
- Richard Cocciante en 1976, sur la bande originale du film All This and World War II
- Perry Como en 1977, sur The Best of British
- Mango en 2002, sur Disincanto. Le chanteur fait une reprise a cappella.
- Adriano Celentano
- Ben Harper
- Ramsey Lewis au piano
- Booker T. & the M.G.'s sur Stax Does the Beatles (2007)
- Iggy Pop en 2012 sur Après
- Le film Le bal (Ettore Scola, 1983) offre une scène se déroulant en mai 1968 où des manifestants chantent cette chanson.

Le prénom de la chanteuse Michelle Branch a été choisi en hommage à cette chanson.
En 2010, Paul McCartney l'a interprétée à la Maison-Blanche en l'honneur de Michelle Obama.